# 龙源口镇
龙源口镇，是中华人民共和国江西省吉安市永新县下辖的一个乡镇级行政单位。辖区内的龙源口桥，是第二套人民币三元纸币的取景地。

## 行政区划
龙源口镇下辖以下地区：
墩上街社区、墩上村、合团村、四教村、南塘村、泮中村、黄淇村、辛田村、秋溪村、龙源口村、青泉村、绥远山村和白口村。